# Деков
Деко́в (болг. Деков) — село в Плевенській області Болгарії. Входить до складу общини Белене.

## Населення
За даними перепису населення 2011 року у селі проживали 502 особи, з них 323 особи (98,8%) — болгари.
Розподіл населення за віком у 2011 році:
Динаміка населення: